# Silhouettes (chanson)
Pour les articles homonymes, voir Silhouette.
Singles de Avicii
Levels
(2011) Superlove
(2012)
Silhouettes est une chanson du DJ suédois Avicii sortie le 27 avril 2012 au Royaume-Uni sous le label Universal Music Group. La chanson est interprétée par le chanteur (non crédité) de pop suédois Salem Al Fakir. Silhouettes est écrite et produite par Avicii. Le single se classe dans 4 hit-parades de pays différents dont le top 20 en Écosse.

## Formats et liste des pistes
| 1. | Silhouettes (Original Radio Edit) | 3:31 |
| 2. | Silhouettes (Original Mix)        | 7:00 |

| 1. | Silhouettes (EDX's Arena Club Mix)     | 5:47 |
| 2. | Silhouettes (Syn Cole Creamfields Mix) | 6:23 |
| 3. | Silhouettes (Lazy Rich Remix)          | 6:29 |

## Classement par pays
Lors de semaine du 11 mai 2012, Silhouettes entre à la 50e place en Irlande, le Irish Singles Chart. Ce single marque son 4e apparition dans ce hit-parade après Seek Bromance, Collide et Levels.
| Classement (2012)                           | Meilleure Position |
| ------------------------------------------- | ------------------ |
| Autriche (Ö3 Austria Top 40)                | 26                 |
| Belgique (Flandre Ultratip 100)             | 4                  |
| Belgique (Wallonie Ultratip 50)             | 29                 |
| Danemark (Tracklisten)                      | 27                 |
| Finlande (Suomen virallinen lista)          | 11                 |
| Allemagne (Media Control AG)                | 87                 |
| Hongrie (Dance Top 40)                      | 25                 |
| Hongrie (Rádiós Top 40)                     | 12                 |
| Irlande (IRMA)                              | 27                 |
| Pays-Bas (Single Top 100)                   | 43                 |
| Écosse (OCC)                                | 12                 |
| Suède (Sverigetopplistan)                   | 11                 |
| Royaume-Uni (UK Dance Chart)                | 5                  |
| Royaume-Uni (UK Singles Chart)              | 22                 |
| États-Unis Hot Dance Club Songs (Billboard) | 4                  |

### Certifications
| Pays      | Organisme | Certification | Vente  |
| --------- | --------- | ------------- | ------ |
| Australie | ARIA      | Or            | 35 000 |
| Danemark  | IFPI      | Or            | 15 000 |

|}

## Historique de sortie
| Pays        | Date          | Format                 | Label           |
| ----------- | ------------- | ---------------------- | --------------- |
| Royaume-Uni | 27 avril 2012 | Téléchargement digital | Universal Music |